# Himno de Bolívar
El himno de Bolívar es una composición patriótica venezolana, cuya música pertenecen a Manuel Jara Colmenares, y su letra pertenece a José Manuel Agosto Méndez. Así como muchos otros estudiosos y admiradores de Bolívar han escrito cantos e himnos en reconocimiento a la labor Libertadora llevada a cabo por Simón Bolívar.
CORO
Con áureos buriles
tus magnas proezas,
la historia en sus fastos por siempre grabó;
tu suelo es emporio
de ingentes riquezas,
¡tu cielo el más bello que
el sol alumbró!

I
Gentil amazona de faz
sonriente, gallarda te
muestras sobre alto peñón;
el lauro circunda tu olímpica frente, y el viento tremola tu airoso pendón!

II
Al trágico encuentro
de hirsutos leones,
tus águilas fueron en
marcha triunfal,
¡y el sol de San Félix brilló
en tus blasones
y fue desde entonces tu
nombre inmortal!

III
Tú encierras oh patria lo
bello y lo grande
la gloria te ilustra, te
ampara el honor
Y el bravo Orinoco tus hechos expande contando tu eterno poema de amor

IV
Guayana santuario
de música lleno,
que brindas al alma
contento y solaz,
Permitan los hados que
siempre en tu seno
sus rosas y mirtos
desojen la paz.